# Molekylærbiologi
Molekylærbiologi er læren om den molekylære biologi, altså livets molekyler, biologiens allermindste byggesten. Disse molekyler er bl.a. proteiner, nukleinsyrer og kulhydrater. Molekylærbiologien har traditionelt beskæftiget sig med processerne hvor cellen aflæser sine gener, syntetiserer RNA og danner proteiner (proteinsyntese). I dag er grænserne mellem f.eks. molekylærbiolgi, biokemi, genetik og cellebiologi meget flydende og har ikke tidligere tiders skarpe adskillelse. I de senere år efter molekylærbiologien fået en stor indflydelse i medicinsk diagnostik, f.eks. undersøges mange patienter med tyktarmskræft for mutationer i et gen (KRAS) hvilket bruges til at bestemme den optimale behandling.
Molekylærbiologien opstod i 1930'erne da flere forskere opdagede fordelen ved at undersøge biologiske problemer med fysisk-kemisk øjne og teknikker. Molekylærbiologien kan på mange måder takke Rockerfeller Foundation som gav stor støtte til den nye, dengang stadig, unavngivne  disciplin. Betegnelsen molekylærbiologi blev først brugt i 1938 i Rockerfeller Foundations årsrapport.

## Berømte molekylærbiologer og personer med stor betydning for molekylærbiologien
- James D. Watson og Francis Crick: beskrev i 1953 DNA-strukturen. De modtog nobelprisen i 1962.
- Linus Pauling: Anses af mange som grundlæggeren af molekylærbiologien.
- Kjeld Marcker: Dansk molekylærbiolog
- Frederick Sanger: Britisk molekylærbiolog
- Hans Klenow: Dansk molekylærbiolog
- Michael Levitt: Amerikansk molekylærbiolog